# (7458) 1984 DE1
A (7458) 1984 DE1 egy kisbolygó a Naprendszerben. Henri Debehogne fedezte fel 1984. február 28-án.